# Orthotrichum norrisii
Orthotrichum norrisii là một loài rêu trong họ Orthotrichaceae. Loài này được F. Lara, R. Medina & Garilleti mô tả khoa học đầu tiên năm 2008.